# Banco Santander Argentina
Banco Santander, precedentemente noto come Banco Río e successivamente come Santander Río in Argentina, è una banca di servizi commerciali e finanziari controllata del Banco Santander con sede in Spagna. Con sede nella città di Buenos Aires, è la seconda banca privata del paese (per depositi e risparmi). L'entità conta 430 filiali, tre milioni e mezzo di clienti, più di 8.500 dipendenti ed è presente in venti -due province e nella Città Autonoma di Buenos Aires.

## Storia
Santander in Argentina è una controllata di maggioranza del Gruppo Santander attraverso la sua holding ABLASA, con il 79% del suo capitale e il 99,3% delle sue azioni in circolazione. I suoi servizi includono servizi bancari al dettaglio, carte di debito e di credito, prestiti commerciali e al consumo, mutui, depositi vincolati, trasferimenti di denaro e altri servizi di elaborazione bancaria per aziende e privati, nonché per le piccole e medie imprese. Santander Seguros e Santander Sociedad de Bolsa sono i bracci dell'entità. La banca ha anche una partecipazione di maggioranza in Visa Argentina, servizi di trasferimento GIRE, bancomat Banelco e Interbanking, un'unità bancaria offshore, tra gli altri.
Nel marzo 2017, Santander Río ha completato l'acquisizione del portafoglio retail di Citibank Argentina dopo che la società nordamericana ha deciso di limitarsi alla gestione di servizi bancari aziendali, istituzionali e aziendali nel paese sudamericano. In questo modo Santander ha incorporato cinquecentomila clienti al dettaglio e settanta filiali.
Nel giugno 2019, Santander Río ha cambiato nome in Santander. Nell'ottobre 2021, la banca ha lanciato la versione argentina dell'applicazione di pagamento mobile, Superdigital, con l'obiettivo di incrementare il mobile banking e incorporare potenziali nuovi clienti non bancari nel sistema finanziario il quarto paese dell'America Latina ad averlo dopo Brasile, Cile e Messico.

## Sede aziendale
La sua sede, l'edificio del Banco Santander Argentina, precedentemente chiamato edificio del Banco Río de la Plata, si trova nel centro di Buenos Aires. È stato progettato nel 1977 e inaugurato nel 1983 per ospitare la sede del Banco Español del Río de la Plata. Ha quindici piani ed un'altezza di settanta metri. Con il cambio di nome in Banco Santander, anche l'edificio cambiò nome.